# Face
En la lucha libre profesional, un face o babyface («técnico», en español) es un luchador heroico o moralmente correcto, opuesto al heel (rudo, en español). Su caracterización suele incluir todo lo necesario para atraer el apoyo del público: gana usualmente de forma limpia, posee una personalidad carismática y resulta ser amistoso con la audiencia.
Estas cualidades no siempre se cumplen, ya que hay casos de faces antiheroicos (como es el caso de "Stone Cold" Steve Austin, que aunque sus tácticas empleadas en la lucha vendrían siendo más cercanas a un luchador heel, sus intenciones son consideradas "correctas") o de alineación difusa, pero siempre coinciden en ser el luchador que el público quiere que gane.
Estos personajes también se les conoce como un blue-eye en la lucha libre británica, y "cara" o "técnico" en la lucha libre mexicana. El face es representado como un héroe en relación con los luchadores heel, que son los que representan a los villanos. No todo luchador face necesariamente debe ser heroico: Un face solo debe ser alentado por el público para ser efectivos en la dramatización de su personaje. La gran mayoría de las storylines enfrentarán a un face con un heel, aunque en storylines más complejas puede darse el caso de que dos luchadores faces se enfrenten.
En la lucha libre mexicana, los técnicos son conocidos por usar movimientos que requieran habilidades técnicas, movimientos aéreos sobre todo, y vistiendo trajes con colores brillantes que se asocien con algo positivo (como el blanco y sus variaciones). Esto contrasta con los "rudos" que son generalmente conocidos por ser luchadores, que usan movimientos físicos que hacen hincapié en la fuerza bruta y/o tamaño mientras que a menudo tienen trajes similar a los demonios u otros personajes desagradables.

## Historia

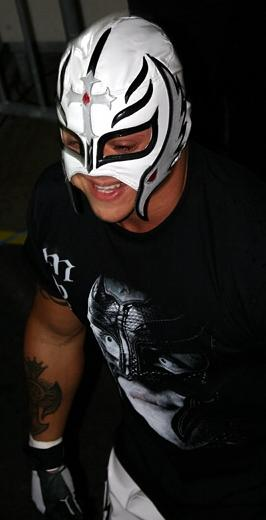
El luchador Rey Mysterio, visto aquí en febrero de 2006, es un ejemplo de un face "puro" que ha desempeñado papeles heroicos durante casi toda su carrera, con su traje de lucha libre exhibiendo cruces cristianas.

Los clásicos faces son los típicos "tipos buenos" que no rompen las reglas, siguen las instrucciones de los que están en la autoridad, son educados y de buenos modales con los fanes y casi siempre ganan las peleas con sus contrincantes heel de manera limpia. Si bien muchos faces se ajustan a este modelo, otras versiones del personaje de face son bastante comunes. Un buen ejemplo es Steve Austin. Aunque claramente no obedece a las reglas y no respeta a la autoridad, se le sigue considerando el face en la mayoría de sus duelos, siendo tomado como un antiheroe. Este tipo de face es similar al tipo de luchador que es Dean Ambrose, luchador actual de la WWE, quien es considerado face a pesar de que no respete a la autoridad.
La representación de un luchador face cambió a partir de la década de 1990, con el nacimiento de la Extreme Championship Wrestling (ECW) y con el inicio de la Attitude Era de la WWF.[cita requerida] Durante este tiempo, los luchadores como Steve Austin y Sting utilizaron tácticas tradicionalmente asociadas con heels, pero seguían siendo muy popular entre los aficionados. Aunque luchadores como Dick the Bruiser, Crusher y Freddie Blassie había sido faces mientras utilizaban este tipo de tácticas antes de este cambio, a La Attitude Era es a la que se acredita traer este nuevo tipo de face.[cita requerida]
Por el contrario, Kurt Angle fue presentado a la entonces WWF con un gimmick de héroe americano basado en su medalla de oro en los Juegos Olímpicos de 1996. Se presentó como un modelo a seguir, y destacó la necesidad de trabajar duro para hacer realidad los sueños de cada uno. [Cita requerida] Aunque tal personalidad parece apropiado para un luchador face, el personaje de Angle era arrogante y recordó constantemente a las personas de su gloria olímpica, comportándose como si pensaba que era mejor que los aficionados. el personaje de Angle sirvió como una referencia de que la forma de la lucha libre había cambiado. Aunque su personaje estaba destinado a ser un heel y se comportó como uno, algunos comentaristas especularon que si Angle intentaba conseguir ser face usando una versión más heroica del mismo carácter, habría fracasado. Raras veces, Angle no utilizaba ninguno de estos gestos heroicos cuando actuaba como face, en su lugar actuaba como un antihéroe con algunos elementos del arquetipo de un "adorable perdedor". [cita requerida]
En algunas ocasiones a la afición no le agrada los luchadores face, a pesar de la forma en que se presentan. Algunas de las razones para ello son repetitivas payasadas en el ring, poca variedad de movimientos, un largo reinado como campeón, la falta de selling, o simplemente por no poseer un personaje interesante para el público. Esto a menudo da lugar a que los luchadores que se supone deben ser ovacionados recibir una negativa o ninguna reacción por parte de los fanes. Le sucedió a la más famosa estrella de la lucha libre de la década de 1980, el entonces Campeón de la WWF Hulk Hogan, quien a pesar de su popularidad fue en ocasiones abucheado por la multitud. Uno de esos casos fue a finales de 1986, cuando Hogan apareció en "The Snake Pit", un segmento de la charla organizada por el luchador heel Jake "The Snake" Roberts. Al final del segmento Roberts golpeó a Hogan con su finisher: el DDT. Se suponía que esto llevaría a un feudo entre Hogan y Roberts, pero la WWF se sorprendió cuando los aficionados comenzaron a aplaudir por el DDT y la idea del feudo fue descartada, aunque esto hizo convencer a la WWF de volver face a Roberts.
Otra vez fue cuando Hogan luchó un encuentro en Toronto, Canadá durante la década de 1990 contra el luchador heel The Mountie (Jacques Rougeau). A pesar de Hogan ser el face y The Mountie el heel, la multitud apoyaba claramente al luchador canadiense Rougeau, a pesar de los intentos de este y de su mánager "The Mouth of the South" Jimmy Hart de obtener abucheos del público. Por la década de 1990 el gimmick de Hogan de "All American Hero" había estado funcionando durante cerca de una década y los aficionados se había cansado de él. Otra explicación de la reacción de la multitud canadiense era que simplemente estaban animando a uno de los suyos, mientras que abucheaban al luchador estadounidense.
Sin embargo, en el Royal Rumble de 1992, Sid Justice (un face emergente) eliminó a Hogan (un face ya establecido). Esto fue pensado para generar abucheos de la audiencia, ya que comenzó el cambio a heel de Justice. Sin embargo, la multitud en vez de eso le dio una gran aclamación a Justice. La WWF dobló los audios de aclamaciones a abucheos para hacer pensar que el público abucheaba a Justice luego de haber eliminado a Hogan. Para probar aún más esto y mantener la posición de Hogan como face, también doblaron el comentario del "color commentator" de la WWF Gorilla Monsoon diciendo que le daba vergüenza las acciones de Justice, cuando originalmente elogió a este último diciendo "Every man for himself" (Cada hombre por sí mismo, en español)
The Rock, que inicialmente luchó como Rocky Maivia (noviembre de 1996 hasta agosto de 1997), era representado como un face clásico, pero los aficionados lo despreciaban. Sus constantes intentos para ser alentado por los aficionados solo se le hicieron menos popular. Se convirtió popular después del inicio de su carrera como heel en 1997, en el que sus constantes intentos para burlarse de los fanes solo reunía aclamaciones. John Cena tiene una gran recepción de reacciones mixtas y de abucheos, estos inclusos fueron coreados por todo el público, a pesar de ser un face, los fanes le critican por su gimmick obsoleto y que en la mayoría de sus peleas siempre obtiene la victoria de alguna manera, siendo ya para ellos (los fanes) un "cliché". Más recientemente, cuando Batista regresó a la WWE en el 2014 después de una ausencia de cuatro años, fue presentado como face, pero era constantemente abucheado hasta el punto de que la WWE no podía ignorar las reacciones del público más y de pronto lo convirtieron en heel dos meses antes de que estaba previsto convertirlo en heel.
Otra característica de los face es que suelen dar palmadas o dar mercancía a los aficionados al entrar al ring antes de su partido, tales como camisetas, gafas de sol, gorras y máscaras. Bret Hart fue una de las primeras superestrellas que hizo de esto popular, cuando le regaló sus gafas autografiadas a un niño de la audiencia. Rey Mysterio, quien ha sido un face en la WWE desde su debut, iba junto a cualquier fan (con frecuencia un niño) que llevaba una réplica de su máscara, y tocaba su cabeza con la cabeza para la buena suerte antes de la lucha. Alberto Del Rio, después de cambiar a face en 2013, le daría su bufanda firmada a un fan antes de entrar en el ring, y John Cena siempre lanza sus camisetas y gorras en la multitud antes de entrar en un partido. The Big Show le dio su gorra a un fan cuando era face.
Algunos faces, como Ricky Steamboat y el propio Hulk Hogan, promovieron una imagen de un "hombre de familia" y apoyaron su personaje al aparecer con sus familiares antes y después de los encuentros (Steamboat llevó asombrosamente a su hijo de 8 meses de edad Richard Jr. en el ring con él en WrestleMania IV antes de su pelea contra Greg "The Hammer" Valentine, antes de entregarlo a su esposa Bonnie antes del comienzo de la pelea). Estas acciones a menudo se relacionan con los luchadores que promueven el trabajo de caridad u otras acciones fuera del ring, desdibujando las líneas entre la lucha libre y su vida personal.
La mayoría de las veces, los faces que son menos conocidos se utilizan como Jobbers. Estos luchadores suelen perder sus peleas frente a las superestrellas o luchadores que se consideran superestrellas emergentes.